# (10516) Sakurajima
(10516) Sakurajima es un asteroide perteneciente al cinturón de asteroides, descubierto el 26 de enero de 1992 por Masaru Mukai y el también astrónomo Masanori Takeishi desde la Estación Kagoshima, Japón.

## Designación y nombre
Designado provisionalmente como 1989 VQ. Fue nombrado Sakurajima por el monte Sakurajima, un volcán ubicado en el extremo sur de Kyushu, prefectura de Kagoshima, en la isla más al suroeste de Japón. Tiene 1117 metros de altura y es extremadamente activo en la actualidad. Se dice que el monte Sakurajima cambia de color siete veces al día.

## Características orbitales
(10516) Sakurajima está situado a una distancia media del Sol de 2,418 ua, pudiendo alejarse hasta 2,952 ua y acercarse hasta 1,884 ua. Su excentricidad es 0,221 y la inclinación orbital 2,662 grados. Emplea 1373,67 días en completar una órbita alrededor del Sol.
Pertenece a la familia de asteroides de (135) Hertha.

## Características físicas
La magnitud absoluta de (10516) Sakurajima es 13,98. Tiene 3,990 km de diámetro y su albedo se estima en 0,306.